# Yusvanys Caballeros
Yusvanys Caballeros (ur. 10 września 1983) – kubański piłkarz występujący na pozycji obrońcy. Zawodnik klubu CF Ciudad La Habana.

## Kariera klubowa
W 2006 roku Caballeros rozpoczął grę w klubie CF Ciudad La Habana.

## Kariera reprezentacyjna
W reprezentacji Kuby Caballeros zadebiutował w 2007 roku. W tym samym roku został powołany do kadry na Złoty Puchar CONCACAF. Nie zagrał jednak na nim w żadnym meczu, a Kuba odpadła z turnieju po fazie grupowej.